# Manchester City FC in het seizoen 2014/15
Dit artikel beschrijft de prestaties van de Engelse voetbalclub Manchester City FC in het seizoen 2014–2015. Het was het zeventiende seizoen dat de club uit Manchester uitkwam in de hoogste divisie van het Engelse profvoetbal, de Premier League.

## Selectie
| No.           | Naam               | Nationaliteit         | Geboortedatum | Vorige club          |
| ------------- | ------------------ | --------------------- | ------------- | -------------------- |
| Keepers       |                    |                       |               |                      |
| 1             | Joe Hart           | Engeland              | 19-04-1987    | Birmingham City      |
| 13            | Willy Caballero    | Argentinië            | 28-09-1981    | Málaga               |
| 29            | Richard Wright     | Engeland              | 05-11-1977    | Preston North End    |
| Verdedigers   |                    |                       |               |                      |
| 3             | Bacary Sagna       | Frankrijk             | 14-02-1983    | Arsenal FC           |
| 4             | Vincent Kompany    | België                | 10-04-1986    | Hamburger SV         |
| 5             | Pablo Zabaleta     | Argentinië            | 16-01-1985    | Espanyol             |
| 11            | Aleksandar Kolarov | Servië                | 10-11-1985    | Lazio Roma           |
| 20            | Eliaquim Mangala   | Frankrijk             | 13-02-1991    | FC Porto             |
| 22            | Gaël Clichy        | Frankrijk             | 26-07-1985    | Arsenal FC           |
| 26            | Martín Demichelis  | Argentinië            | 20-12-1980    | Atlético Madrid      |
| 33            | Matija Nastasić    | Servië                | 28-03-1993    | Fiorentina           |
| 38            | Dedryck Boyata     | België                | 28-11-1990    | FC Twente            |
| Middenvelders |                    |                       |               |                      |
| 6             | Fernando           | Brazilië              | 25-07-1987    | FC Porto             |
| 7             | James Milner       | Engeland              | 04-01-1986    | Aston Villa          |
| 8             | Samir Nasri        | Frankrijk             | 26-06-1987    | Manchester City      |
| 12            | Scott Sinclair     | Engeland              | 25-03-1989    | West Bromwich Albion |
| 15            | Jesús Navas        | Spanje                | 21-11-1985    | Sevilla              |
| 18            | Frank Lampard      | Engeland              | 20-06-1978    | New York City        |
| 21            | David Silva        | Spanje                | 08-01-1986    | Valencia             |
| 25            | Fernandinho        | Brazilië              | 04-05-1984    | Sjachtar Donetsk     |
| 42            | Yaya Touré         | Ivoorkust             | 13-05-1983    | FC Barcelona         |
| Aanvallers    |                    |                       |               |                      |
| 10            | Edin Džeko         | Bosnië en Herzegovina | 17-03-1986    | VfL Wolfsburg        |
| 14            | Wilfried Bony      | Ivoorkust             | 10-12-1988    | Swansea City         |
| 16            | Sergio Agüero      | Argentinië            | 02-06-1988    | Atlético Madrid      |
| 35            | Stevan Jovetić     | Montenegro            | 02-11-1989    | Fiorentina           |
| 78            | José Ángel Pozo    | Spanje                | 15-03-1996    | /                    |

- = Aanvoerder

### Technische staf
|                 |                          |               |
| Functie         | Naam                     | Nationaliteit |
| Coach           | Manuel Pellegrini (foto) | Chili         |
| Assistent-coach | Rubén Cousillas          | Argentinië    |
| Assistent-coach | Brian Kidd               | Engeland      |
| Fitness coach   | Jose Cabello             | Spanje        |
| Keeperstrainer  | Xabier Mancisidor        | Spanje        |

## Resultaten
Een overzicht van de competities waaraan Manchester City in het seizoen 2014-2015 deelnam.
| Premier League | FA Cup      | League Cup | Community Shield    | Champions League |
| -------------- | ----------- | ---------- | ------------------- | ---------------- |
|                |             |            |                     |                  |
| Vicekampioen   | 1/16 finale | 1/8 finale | Verliezend finalist | 1/8 finale       |

## Uitrustingen
Shirtsponsor(s): Etihad Airways

Sportmerk: Nike
| Thuis | Uit | Alternatief | Doelman | Doelman |  |

## Transfers

### Zomer

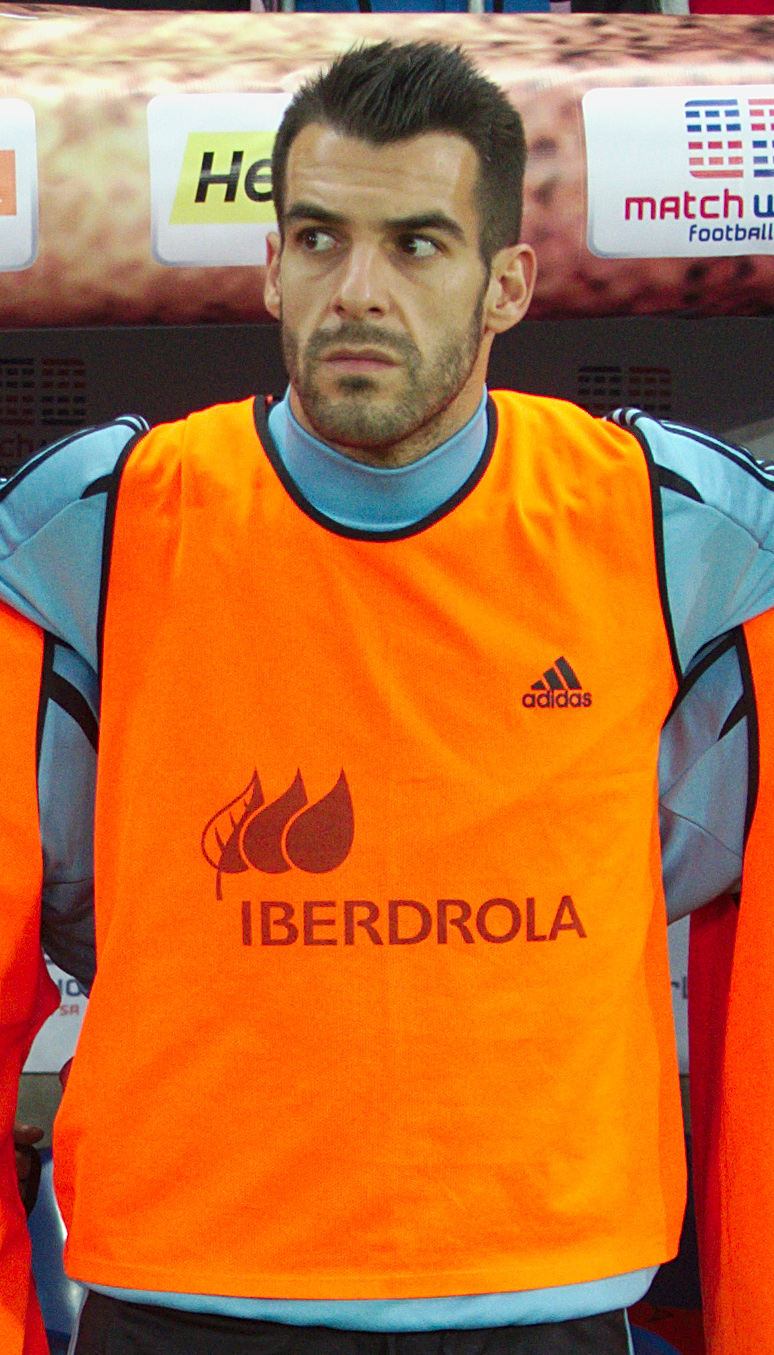
De Spaanse spits Álvaro Negredo werd voor een jaar verhuurd aan Valencia.

| Naam              | Nationaliteit | Van/naar              | Type         |
| ----------------- | ------------- | --------------------- | ------------ |
| Inkomend          |               |                       |              |
| Bacary Sagna      | Frankrijk     | Arsenal FC            | Transfervrij |
| Eliaquim Mangala  | Frankrijk     | FC Porto              | € 40.000.000 |
| Bruno Zuculini    | Argentinië    | Racing Club           | € 1.900.000  |
| Fernando          | Brazilië      | FC Porto              | € 15.000.000 |
| Willy Caballero   | Argentinië    | Málaga                | € 5.500.000  |
| Frank Lampard     | Engeland      | New York City         | Gehuurd      |
| Uitgaand          |               |                       |              |
| Joleon Lescott    | Engeland      | West Bromwich Albion  | Transfervrij |
| Costel Pantilimon | Roemenië      | Sunderland            | Transfervrij |
| Gareth Barry      | Engeland      | Everton FC            | € 2.500.000  |
| Jack Rodwell      | Engeland      | Sunderland            | € 12.500.000 |
| Javi García       | Spanje        | Zenit Sint-Petersburg | € 16.000.000 |
| Marcos Lopes      | Portugal      | Lille OSC             | Verhuurd     |
| Karim Rekik       | Nederland     | PSV                   | Verhuurd     |
| Bruno Zuculini    | Argentinië    | Valencia              | Verhuurd     |
| Micah Richards    | Engeland      | Fiorentina            | Verhuurd     |
| Álvaro Negredo    | Spanje        | Valencia              | Verhuurd     |
| John Guidetti     | Zweden        | Celtic                | Verhuurd     |

### Winter
| Naam            | Nationaliteit | Van/naar      | Type         |
| --------------- | ------------- | ------------- | ------------ |
| Inkomend        |               |               |              |
| Wilfried Bony   | Ivoorkust     | Swansea City  | € 32.000.000 |
| Uitgaand        |               |               |              |
| Matija Nastasić | Servië        | FC Schalke 04 | Huur         |
| Scott Sinclair  | Engeland      | Aston Villa   | Huur         |

## Premier League

### Wedstrijden
| Wedstrijddetails                                             | Thuisploeg                                                       | Uitslag                 | Uitploeg                                       | Opstelling | Kaarten                                                       |
| ------------------------------------------------------------ | ---------------------------------------------------------------- | ----------------------- | ---------------------------------------------- | --- | ------------------------------------------------------------- |
| Heenronde                                                    |                                                                  |                         |                                                | |                                                               |
| 17 augustus 2014 17:00 St. James' Park Newcastle-upon-Tyne   | Newcastle United                                                 | 0-2                     | Manchester City                                | Hart Clichy, Kompany, Demichelis, Kolarov Nasri (78' Milner), Fernando, Touré, Silva Džeko (83' Agüero), Jovetić (73' Fernandinho)       | 34' Silva 54' Demichelis 57' Kolarov 75' Kompany 87' Fernando |
| 17 augustus 2014 17:00 St. James' Park Newcastle-upon-Tyne   |                                                                  | 0-1 0-2                 | 38' Silva 90+2' Agüero                         | Hart Clichy, Kompany, Demichelis, Kolarov Nasri (78' Milner), Fernando, Touré, Silva Džeko (83' Agüero), Jovetić (73' Fernandinho)       | 34' Silva 54' Demichelis 57' Kolarov 75' Kompany 87' Fernando |
| 25 augustus 2014 21:00 Etihad Stadium Manchester             | Manchester City                                                  | 3-1                     | Liverpool FC                                   | Hart Zabaleta, Kompany, Demichelis, Clichy Nasri, Fernando, Touré, Silva (65' Navas) Džeko (68' Agüero), Jovetić (80' Fernandinho)       | 29' Touré                                                     |
| 25 augustus 2014 21:00 Etihad Stadium Manchester             | 41' Jovetić 55' Jovetić 69' Agüero                               | 1-0 2-0 3-0 3-1         | 83' Zabaleta (own)                             | Hart Zabaleta, Kompany, Demichelis, Clichy Nasri, Fernando, Touré, Silva (65' Navas) Džeko (68' Agüero), Jovetić (80' Fernandinho)       | 29' Touré                                                     |
| 30 augustus 2014 16:00 Etihad Stadium Manchester             | Manchester City                                                  | 0-1                     | Stoke City                                     | Hart Sagna, Kompany, Demichelis, Kolarov Nasri (63' Navas), Fernando (38' Fernandinho), Touré, Silva Agüero, Jovetić (63' Džeko)         | 53' Fernandinho 87' Touré                                     |
| 30 augustus 2014 16:00 Etihad Stadium Manchester             |                                                                  | 0-1                     | 58' Diouf                                      | Hart Sagna, Kompany, Demichelis, Kolarov Nasri (63' Navas), Fernando (38' Fernandinho), Touré, Silva Agüero, Jovetić (63' Džeko)         | 53' Fernandinho 87' Touré                                     |
| 13 september 2014 13:45 Emirates Stadium Londen              | Arsenal FC                                                       | 2-2                     | Manchester City                                | Hart Zabaleta, Kompany, Demichelis, Clichy Fernandinho (77' Kolarov), Lampard (46' Nasri), Silva Navas, Agüero (67' Džeko), Milner       | 22' Lampard 24' Zabaleta 50' Fernandinho 64' Agüero           |
| 13 september 2014 13:45 Emirates Stadium Londen              | 63' Wilshere 74' Sánchez                                         | 0-1 1-1 2-1 2-2         | 28' Agüero 83' Demichelis                      | Hart Zabaleta, Kompany, Demichelis, Clichy Fernandinho (77' Kolarov), Lampard (46' Nasri), Silva Navas, Agüero (67' Džeko), Milner       | 22' Lampard 24' Zabaleta 50' Fernandinho 64' Agüero           |
| 21 september 2014 17:00 Etihad Stadium Manchester            | Manchester City                                                  | 1-1                     | Chelsea FC                                     | Hart Zabaleta, Kompany, Mangala, Kolarov (78' Lampard) Milner, Fernandinho (73' Navas), Touré, Silva Džeko (70' Sagna), Agüero           | 12' Fernandinho 32' Zabaleta 40' Silva 44' Touré 66' Zabaleta |
| 21 september 2014 17:00 Etihad Stadium Manchester            | 85' Lampard                                                      | 0-1 1-1                 | 71' Schürrle                                   | Hart Zabaleta, Kompany, Mangala, Kolarov (78' Lampard) Milner, Fernandinho (73' Navas), Touré, Silva Džeko (70' Sagna), Agüero           | 12' Fernandinho 32' Zabaleta 40' Silva 44' Touré 66' Zabaleta |
| 27 september 2014 16:00 Kingston Communications Stadium Hull | Hull City                                                        | 2-4                     | Manchester City                                | Caballero Zabaleta, Kompany, Mangala, Clichy Milner, Fernandinho (66' Navas), Touré, Silva (78' Demichelis) Džeko, Agüero (72' Lampard)  | 31' Mangala 84' Clichy                                        |
| 27 september 2014 16:00 Kingston Communications Stadium Hull | 21' Mangala (own) 32' Hernández                                  | 0-1 0-2 1-2 2-2 2-3 2-4 | 7' Agüero 11' Džeko 68' Džeko 87' Lampard      | Caballero Zabaleta, Kompany, Mangala, Clichy Milner, Fernandinho (66' Navas), Touré, Silva (78' Demichelis) Džeko, Agüero (72' Lampard)  | 31' Mangala 84' Clichy                                        |
| 4 oktober 2014 18:30 Villa Park Birmingham                   | Aston Villa                                                      | 0-2                     | Manchester City                                | Hart Zabaleta, Kompany, Mangala, Kolarov Milner, Fernandinho (56' Lampard), Touré, Silva (84' Navas) Džeko (64' Fernando), Agüero        | 24' Kolarov                                                   |
| 4 oktober 2014 18:30 Villa Park Birmingham                   |                                                                  | 0-1 0-2                 | 82' Touré 88' Agüero                           | Hart Zabaleta, Kompany, Mangala, Kolarov Milner, Fernandinho (56' Lampard), Touré, Silva (84' Navas) Džeko (64' Fernando), Agüero        | 24' Kolarov                                                   |
| 18 oktober 2014 13:45 Etihad Stadium Manchester              | Manchester City                                                  | 4-1                     | Tottenham Hotspur                              | Hart Sagna, Kompany, Demichelis, Clichy Navas, Lampard (28' Fernandinho), Silva (70' Jovetić), Fernando (76' Touré), Milner Agüero       | 55' Navas                                                     |
| 18 oktober 2014 13:45 Etihad Stadium Manchester              | 13' Agüero 20' Agüero 68' Agüero 75' Agüero                      | 1-0 1-1 2-1 3-1 4-1     | 15' Eriksen                                    | Hart Sagna, Kompany, Demichelis, Clichy Navas, Lampard (28' Fernandinho), Silva (70' Jovetić), Fernando (76' Touré), Milner Agüero       | 55' Navas                                                     |
| 25 oktober 2014 13:45 Boleyn Ground Londen                   | West Ham United                                                  | 2-1                     | Manchester City                                | Hart Zabaleta, Kompany, Mangala, Clichy (78' Kolarov) Navas, Touré, Fernando (78' Milner), Silva Džeko (59' Jovetić), Agüero             | 44' Kompany                                                   |
| 25 oktober 2014 13:45 Boleyn Ground Londen                   | 21' Amalfitano 75' Sakho                                         | 1-0 2-0 2-1             | 77' Silva                                      | Hart Zabaleta, Kompany, Mangala, Clichy (78' Kolarov) Navas, Touré, Fernando (78' Milner), Silva Džeko (59' Jovetić), Agüero             | 44' Kompany                                                   |
| 2 november 2014 14:30 Etihad Stadium Manchester              | Manchester City                                                  | 1-0                     | Manchester United                              | Hart Zabaleta, Kompany, Demichelis, Clichy Navas, Touré, Fernando, Milner (70' Nasri) Agüero (84' Fernandinho), Jovetić (71' Džeko)      | 60' Demichelis 77' Zabaleta 79' Fernando                      |
| 2 november 2014 14:30 Etihad Stadium Manchester              | 63' Agüero                                                       | 1-0                     |                                                | Hart Zabaleta, Kompany, Demichelis, Clichy Navas, Touré, Fernando, Milner (70' Nasri) Agüero (84' Fernandinho), Jovetić (71' Džeko)      | 60' Demichelis 77' Zabaleta 79' Fernando                      |
| 8 november 2014 18:30 Loftus Road Stadium Londen             | Queens Park Rangers                                              | 2-2                     | Manchester City                                | Hart Sagna, Demichelis, Mangala, Clichy Fernando, Fernandinho (64' Džeko) (68' Lampard), Touré Navas, Agüero, Nasri (74' Milner)         | 45+3' Nasri 55' Sagna                                         |
| 8 november 2014 18:30 Loftus Road Stadium Londen             | 21' Austin 76' Demichelis (own)                                  | 1-0 1-1 2-1 2-2         | 32' Agüero 83' Agüero                          | Hart Sagna, Demichelis, Mangala, Clichy Fernando, Fernandinho (64' Džeko) (68' Lampard), Touré Navas, Agüero, Nasri (74' Milner)         | 45+3' Nasri 55' Sagna                                         |
| 22 november 2014 16:00 Etihad Stadium Manchester             | Manchester City                                                  | 2-1                     | Swansea City                                   | Hart Zabaleta, Kompany, Demichelis, Clichy Navas, Fernandinho (88' Fernando), Touré, Nasri (79' Milner) Jovetić (70' Lampard), Agüero    | 31' Kompany 90+1' Demichelis                                  |
| 22 november 2014 16:00 Etihad Stadium Manchester             | 19' Jovetić 62' Touré                                            | 0-1 1-1 2-1             | 9' Bony                                        | Hart Zabaleta, Kompany, Demichelis, Clichy Navas, Fernandinho (88' Fernando), Touré, Nasri (79' Milner) Jovetić (70' Lampard), Agüero    | 31' Kompany 90+1' Demichelis                                  |
| 30 november 2014 14:30 St. Mary's Stadium Southampton        | Southampton FC                                                   | 0-3                     | Manchester City                                | Hart Zabaleta, Kompany, Mangala, Clichy Navas (76' Demichelis), Fernandinho, Touré, Nasri (65' Lampard) Jovetić (55' Milner), Agüero     | 9' Agüero 22' Mangala 74' Mangala 81' Kompany                 |
| 30 november 2014 14:30 St. Mary's Stadium Southampton        |                                                                  | 0-1 0-2 0-3             | 51' Touré 80' Lampard 88' Clichy               | Hart Zabaleta, Kompany, Mangala, Clichy Navas (76' Demichelis), Fernandinho, Touré, Nasri (65' Lampard) Jovetić (55' Milner), Agüero     | 9' Agüero 22' Mangala 74' Mangala 81' Kompany                 |
| 3 december 2014 20:45 Stadium of Light Sunderland            | Sunderland                                                       | 1-4                     | Manchester City                                | Hart Zabaleta, Boyata, Demichelis, Clichy Navas, Fernandinho, Touré, Nasri (83' Pozo) Jovetić (56' Milner), Agüero (74' Lampard)         | 65' Boyata                                                    |
| 3 december 2014 20:45 Stadium of Light Sunderland            | 19' Wickham                                                      | 1-0 1-1 1-2 1-3 1-4     | 21' Agüero 39' Jovetić 55' Zabaleta 71' Agüero | Hart Zabaleta, Boyata, Demichelis, Clichy Navas, Fernandinho, Touré, Nasri (83' Pozo) Jovetić (56' Milner), Agüero (74' Lampard)         | 65' Boyata                                                    |
| 6 december 2014 18:30 Etihad Stadium Manchester              | Manchester City                                                  | 1-0                     | Everton FC                                     | Hart Zabaleta, Demichelis, Mangala, Clichy Navas (78' Lampard), Fernando, Touré, Nasri, Milner Agüero (7' Pozo)(63' Džeko), Nasri        | 18' Mangala 26' Fernando 88' Touré                            |
| 6 december 2014 18:30 Etihad Stadium Manchester              | 24' Touré                                                        | 1-0                     |                                                | Hart Zabaleta, Demichelis, Mangala, Clichy Navas (78' Lampard), Fernando, Touré, Nasri, Milner Agüero (7' Pozo)(63' Džeko), Nasri        | 18' Mangala 26' Fernando 88' Touré                            |
| 13 december 2014 16:00 King Power Stadium Leicester          | Leicester City                                                   | 0-1                     | Manchester City                                | Hart Sagna, Kompany (77' Demichelis), Mangala, Clichy Fernando, Touré, Lampard (60' Milner) Nasri, Pozo (74' Navas), Silva               | 70' Nasri 78' Hart                                            |
| 13 december 2014 16:00 King Power Stadium Leicester          |                                                                  | 0-1                     | 40' Lampard                                    | Hart Sagna, Kompany (77' Demichelis), Mangala, Clichy Fernando, Touré, Lampard (60' Milner) Nasri, Pozo (74' Navas), Silva               | 70' Nasri 78' Hart                                            |
| 20 december 2014 16:00 Etihad Stadium Manchester             | Manchester City                                                  | 3-0                     | Crystal Palace                                 | Hart Zabaleta, Demichelis, Mangala, Kolarov Navas, Fernandinho, Touré, Nasri (89' Sinclair) Silva (69' Lampard), Milner (82' Fernando)   | 36' Kolarov 79' Milner                                        |
| 20 december 2014 16:00 Etihad Stadium Manchester             | 49' Silva 61' Silva 81' Touré                                    | 1-0 2-0 3-0             |                                                | Hart Zabaleta, Demichelis, Mangala, Kolarov Navas, Fernandinho, Touré, Nasri (89' Sinclair) Silva (69' Lampard), Milner (82' Fernando)   | 36' Kolarov 79' Milner                                        |
| 26 december 2014 16:00 The Hawthorns West Bromwich           | West Bromwich Albion                                             | 1-3                     | Manchester City                                | Hart Sagna, Demichelis, Mangala, Clichy Fernando, Touré (69' Fernandinho), Silva (63' Kolarov) Navas, Milner, Nasri (75' Lampard)        | 84' Fernando                                                  |
| 26 december 2014 16:00 The Hawthorns West Bromwich           | 87' Ideye                                                        | 0-1 0-2 0-3 1-3         | 8' Fernando 13' Touré 34' Silva                | Hart Sagna, Demichelis, Mangala, Clichy Fernando, Touré (69' Fernandinho), Silva (63' Kolarov) Navas, Milner, Nasri (75' Lampard)        | 84' Fernando                                                  |
| 28 december 2014 16:00 Etihad Stadium Manchester             | Manchester City                                                  | 2-2                     | Burnley FC                                     | Hart Zabaleta, Demichelis, Mangala, Kolarov Fernando, Fernandinho (88' Sinclair), Silva Navas, Milner (62' Jovetić), Nasri (76' Lampard) | 42' Fernando 79' Navas 81' Zabaleta 88' Silva                 |
| 28 december 2014 16:00 Etihad Stadium Manchester             | 23' Silva 33' Fernandinho                                        | 1-0 2-0 2-1 2-2         | 47' Boyd 81' Barnes                            | Hart Zabaleta, Demichelis, Mangala, Kolarov Fernando, Fernandinho (88' Sinclair), Silva Navas, Milner (62' Jovetić), Nasri (76' Lampard) | 42' Fernando 79' Navas 81' Zabaleta 88' Silva                 |
| Terugronde                                                   |                                                                  |                         |                                                | |                                                               |
| 1 januari 2015 16:00 Etihad Stadium Manchester               | Manchester City                                                  | 3-2                     | Sunderland                                     | Caballero Zabaleta, Demichelis, Mangala, Clichy Fernandinho, Touré, Silva (90' Milner) Navas, Jovetić (70' Lampard), Nasri (85' Kolarov) | 51' Nasri 71' Zabaleta                                        |
| 1 januari 2015 16:00 Etihad Stadium Manchester               | 57' Touré 66' Jovetić 73' Lampard                                | 1-0 2-0 2-1 2-2 3-2     | 68' Rodwell 71' Johnson                        | Caballero Zabaleta, Demichelis, Mangala, Clichy Fernandinho, Touré, Silva (90' Milner) Navas, Jovetić (70' Lampard), Nasri (85' Kolarov) | 51' Nasri 71' Zabaleta                                        |
| 10 januari 2015 16:00 Goodison Park Liverpool                | Everton FC                                                       | 1-1                     | Manchester City                                | Hart Zabaleta, Demichelis, Mangala, Clichy Fernandinho (82' Lampard), Fernando, Silva Navas, Jovetić (67' Agüero), Nasri (90+2' Kolarov) | 50' Mangala 69' Fernandinho                                   |
| 10 januari 2015 16:00 Goodison Park Liverpool                | 78' Naismith                                                     | 0-1 1-1                 | 74' Fernandinho                                | Hart Zabaleta, Demichelis, Mangala, Clichy Fernandinho (82' Lampard), Fernando, Silva Navas, Jovetić (67' Agüero), Nasri (90+2' Kolarov) | 50' Mangala 69' Fernandinho                                   |
| 18 januari 2015 17:00 Etihad Stadium Manchester              | Manchester City                                                  | 0-2                     | Arsenal FC                                     | Hart Zabaleta, Kompany, Demichelis, Clichy Fernandinho (63' Lampard), Fernando, Silva Navas (76' Džeko), Agüero, Milner (46' Jovetić)    | 41' Kompany 54' Fernandinho 86' Agüero                        |
| 18 januari 2015 17:00 Etihad Stadium Manchester              |                                                                  | 0-1 0-2                 | 24' Cazorla 67' Giroud                         | Hart Zabaleta, Kompany, Demichelis, Clichy Fernandinho (63' Lampard), Fernando, Silva Navas (76' Džeko), Agüero, Milner (46' Jovetić)    | 41' Kompany 54' Fernandinho 86' Agüero                        |
| 31 januari 2015 18:30 Stamford Bridge Londen                 | Chelsea FC                                                       | 1-1                     | Manchester City                                | Hart Sagna, Kompany, Demichelis, Clichy Fernando (77' Lampard), Fernandinho, Silva (90' Jovetić) Navas, Agüero (84' Džeko), Milner       | 52' Silva 74' Fernando                                        |
| 31 januari 2015 18:30 Stamford Bridge Londen                 | 41' Rémy                                                         | 1-0 1-1                 | 45' Silva                                      | Hart Sagna, Kompany, Demichelis, Clichy Fernando (77' Lampard), Fernandinho, Silva (90' Jovetić) Navas, Agüero (84' Džeko), Milner       | 52' Silva 74' Fernando                                        |
| 7 februari 2015 16:00 Etihad Stadium Manchester              | Manchester City                                                  | 1-1                     | Hull City                                      | Hart Zabaleta, Kompany, Demichelis, Clichy Nasri, Fernando (46' Navas), Fernandinho, Silva (74' Jovetić) Agüero, Džeko (66' Milner)      | 78' Nasri 85' Fernandinho                                     |
| 7 februari 2015 16:00 Etihad Stadium Manchester              | 90+2' Milner                                                     | 1-0 1-1                 | 35' Meyler                                     | Hart Zabaleta, Kompany, Demichelis, Clichy Nasri, Fernando (46' Navas), Fernandinho, Silva (74' Jovetić) Agüero, Džeko (66' Milner)      | 78' Nasri 85' Fernandinho                                     |
| 11 februari 2015 20:45 Britannia Stadium Stoke-on-Trent      | Stoke City                                                       | 1-4                     | Manchester City                                | Hart Zabaleta, Kompany, Mangala, Kolarov Fernando, Milner, Fernandinho Nasri (86' Navas), Agüero (73' Džeko), Silva (80' Lampard)        | 45+1' Agüero 52' Milner                                       |
| 11 februari 2015 20:45 Britannia Stadium Stoke-on-Trent      | 38' Crouch                                                       | 0-1 1-1 1-2 1-3 1-4     | 33' Agüero 55' Milner 70' Agüero 76' Nasri     | Hart Zabaleta, Kompany, Mangala, Kolarov Fernando, Milner, Fernandinho Nasri (86' Navas), Agüero (73' Džeko), Silva (80' Lampard)        | 45+1' Agüero 52' Milner                                       |
| 21 februari 2015 18:30 Etihad Stadium Manchester             | Manchester City                                                  | 5-0                     | Newcastle United                               | Hart Zabaleta, Kompany, Mangala, Kolarov Nasri (70' Lampard), Fernandinho, Touré, Silva (59' Navas) Džeko, Agüero (60' Bony)             | 37' Kompany 39' Touré 83' Džeko                               |
| 21 februari 2015 18:30 Etihad Stadium Manchester             | 2' Agüero 12' Nasri 21' Džeko 51' Silva 53' Silva                | 1-0 2-0 3-0 4-0 5-0     |                                                | Hart Zabaleta, Kompany, Mangala, Kolarov Nasri (70' Lampard), Fernandinho, Touré, Silva (59' Navas) Džeko, Agüero (60' Bony)             | 37' Kompany 39' Touré 83' Džeko                               |
| 1 maart 2015 13:00 Anfield Liverpool                         | Liverpool FC                                                     | 2-1                     | Manchester City                                | Hart Zabaleta, Kompany, Mangala, Kolarov Nasri (83' Lampard), Fernandinho (78' Bony), Touré, Silva Džeko (58' Milner), Agüero            | 57' Nasri 82' Milner 86' Bony                                 |
| 1 maart 2015 13:00 Anfield Liverpool                         | 11' Henderson 75' Coutinho                                       | 1-0 1-1 2-1             | 25' Džeko                                      | Hart Zabaleta, Kompany, Mangala, Kolarov Nasri (83' Lampard), Fernandinho (78' Bony), Touré, Silva Džeko (58' Milner), Agüero            | 57' Nasri 82' Milner 86' Bony                                 |
| 4 maart 2015 20:45 Etihad Stadium Manchester                 | Manchester City                                                  | 2-0                     | Leicester City                                 | Hart Sagna, Demichelis, Mangala, Kolarov Navas, Fernando, Touré, Silva (79' Lampard) Bony (72' Milner), Agüero (85' Džeko)               |                                                               |
| 4 maart 2015 20:45 Etihad Stadium Manchester                 | 45+2' Silva 88' Milner                                           | 1-0 2-0                 |                                                | Hart Sagna, Demichelis, Mangala, Kolarov Navas, Fernando, Touré, Silva (79' Lampard) Bony (72' Milner), Agüero (85' Džeko)               |                                                               |
| 14 maart 2015 18:30 Turf Moor Burnley                        | Burnley FC                                                       | 1-0                     | Manchester City                                | Hart Zabaleta, Kompany, Demichelis, Clichy Navas, Touré (81' Lampard), Fernandinho, Silva (74' Jovetić) Džeko (63' Bony), Agüero         | 60' Demichelis                                                |
| 14 maart 2015 18:30 Turf Moor Burnley                        | 61' Boyd                                                         | 1-0                     |                                                | Hart Zabaleta, Kompany, Demichelis, Clichy Navas, Touré (81' Lampard), Fernandinho, Silva (74' Jovetić) Džeko (63' Bony), Agüero         | 60' Demichelis                                                |
| 21 maart 2015 13:45 Etihad Stadium Manchester                | Manchester City                                                  | 3-0                     | West Bromwich Albion                           | Hart Zabaleta, Kompany, Mangala, Clichy Navas, Fernando, Lampard (65' Jovetić), Silva (81' Milner) Bony (78' Džeko), Agüero              |                                                               |
| 21 maart 2015 13:45 Etihad Stadium Manchester                | 27' Bony 40' Fernando 77' Silva                                  | 1-0 2-0 3-0             |                                                | Hart Zabaleta, Kompany, Mangala, Clichy Navas, Fernando, Lampard (65' Jovetić), Silva (81' Milner) Bony (78' Džeko), Agüero              |                                                               |
| 6 april 2015 21:00 Selhurst Park Londen                      | Crystal Palace                                                   | 2-1                     | Manchester City                                | Hart Sagna, Kompany, Demichelis, Clichy Navas (77' Nasri), Touré, Fernandinho (88' Milner), Silva Džeko (66' Lampard), Agüero            | 68' Demichelis                                                |
| 6 april 2015 21:00 Selhurst Park Londen                      | 34' Murray 48' Puncheon                                          | 1-0 2-0 3-0             | 78' Touré                                      | Hart Sagna, Kompany, Demichelis, Clichy Navas (77' Nasri), Touré, Fernandinho (88' Milner), Silva Džeko (66' Lampard), Agüero            | 68' Demichelis                                                |
| 12 april 2015 17:00 Old Trafford Manchester                  | Manchester United                                                | 4-2                     | Manchester City                                | Hart Zabaleta, Kompany (46' Mangala), Demichelis, Clichy Navas (74' Lampard), Touré, Fernandinho, Silva Agüero, Milner (63' Nasri)       | 24' Milner 34' Silva 44' Kompany                              |
| 12 april 2015 17:00 Old Trafford Manchester                  | 14' Young 27' Fellaini 67' Mata 73' Smalling                     | 0-1 1-1 2-1 3-1 4-1 4-2 | 8' Agüero 89' Agüero                           | Hart Zabaleta, Kompany (46' Mangala), Demichelis, Clichy Navas (74' Lampard), Touré, Fernandinho, Silva Agüero, Milner (63' Nasri)       | 24' Milner 34' Silva 44' Kompany                              |
| 19 april 2015 14:30 Etihad Stadium Manchester                | Manchester City                                                  | 2-0                     | West Ham United                                | Hart Zabaleta, Demichelis, Mangala, Kolarov Touré, Fernando, Lampard (88' Fernandinho) Navas, Agüero (90+1' Džeko), Silva (75' Nasri)    | 35' Navas 58' Silva                                           |
| 19 april 2015 14:30 Etihad Stadium Manchester                | 18' Collins (own) 36' Agüero                                     | 1-0 2-0                 |                                                | Hart Zabaleta, Demichelis, Mangala, Kolarov Touré, Fernando, Lampard (88' Fernandinho) Navas, Agüero (90+1' Džeko), Silva (75' Nasri)    | 35' Navas 58' Silva                                           |
| 25 april 2015 18:30 Etihad Stadium Manchester                | Manchester City                                                  | 3-2                     | Aston Villa                                    | Hart Zabaleta, Demichelis, Mangala, Kolarov Touré (46' Fernandinho), Fernando, Lampard (57' Milner) Navas, Agüero (83' Bony), Silva      | 46' Silva                                                     |
| 25 april 2015 18:30 Etihad Stadium Manchester                | 3' Agüero 66' Kolarov 89' Fernandinho                            | 1-0 2-0 2-1 2-2 3-2     | 68' Cleverley 85' Sánchez                      | Hart Zabaleta, Demichelis, Mangala, Kolarov Touré (46' Fernandinho), Fernando, Lampard (57' Milner) Navas, Agüero (83' Bony), Silva      | 46' Silva                                                     |
| 3 mei 2015 17:00 White Hart Lane Londen                      | Tottenham Hotspur                                                | 0-1                     | Manchester City                                | Hart Zabaleta, Demichelis, Mangala, Kolarov Fernandinho, Fernando, Lampard (73' Nasri)(76' Bony) Milner, Agüero (89' Boyata), Silva      | 41' Milner 68' Zabaleta 74' Kolarov 82' Silva                 |
| 3 mei 2015 17:00 White Hart Lane Londen                      |                                                                  | 0-1                     | 29' Agüero                                     | Hart Zabaleta, Demichelis, Mangala, Kolarov Fernandinho, Fernando, Lampard (73' Nasri)(76' Bony) Milner, Agüero (89' Boyata), Silva      | 41' Milner 68' Zabaleta 74' Kolarov 82' Silva                 |
| 10 mei 2015 14:30 Etihad Stadium Manchester                  | Manchester City                                                  | 6-0                     | Queens Park Rangers                            | Hart Zabaleta, Demichelis, Mangala, Kolarov Fernandinho (75' Touré), Fernando, Lampard (63' Bony) Milner (82' Navas), Agüero, Silva      |                                                               |
| 10 mei 2015 14:30 Etihad Stadium Manchester                  | 4' Agüero 32' Kolarov 50' Agüero 65' Agüero 70' Milner 87' Silva | 1-0 2-0 3-0 4-0 5-0 6-0 |                                                | Hart Zabaleta, Demichelis, Mangala, Kolarov Fernandinho (75' Touré), Fernando, Lampard (63' Bony) Milner (82' Navas), Agüero, Silva      |                                                               |
| 17 mei 2015 14:30 Liberty Stadium Swansea                    | Swansea City                                                     | 2-4                     | Manchester City                                | Hart Zabaleta, Demichelis, Mangala, Kolarov Touré (85' Bony), Fernandinho (80' Kompany), Lampard (59' Navas) Milner, Agüero, Silva       | 50' Milner 61' Zabaleta 77' Fernandinho                       |
| 17 mei 2015 14:30 Liberty Stadium Swansea                    | 45' Sigurðsson 64' Gomis                                         | 0-1 0-2 1-2 2-2 2-3 2-4 | 21' Touré 36' Milner 74' Touré 90+2' Bony      | Hart Zabaleta, Demichelis, Mangala, Kolarov Touré (85' Bony), Fernandinho (80' Kompany), Lampard (59' Navas) Milner, Agüero, Silva       | 50' Milner 61' Zabaleta 77' Fernandinho                       |
| 24 mei 2015 16:00 Etihad Stadium Manchester                  | Manchester City                                                  | 2-0                     | Southampton FC                                 | Hart Zabaleta, Demichelis, Mangala, Kolarov Touré (66' Bony), Fernandinho, Lampard (77' Navas) Milner (79' Kompany), Agüero, Silva       | 2' Demichelis                                                 |
| 24 mei 2015 16:00 Etihad Stadium Manchester                  | 31' Lampard 88' Agüero                                           | 1-0 2-0                 |                                                | Hart Zabaleta, Demichelis, Mangala, Kolarov Touré (66' Bony), Fernandinho, Lampard (77' Navas) Milner (79' Kompany), Agüero, Silva       | 2' Demichelis                                                 |

### Overzicht
| Speeldag  | 1 | 2 | 3 | 4 | 5 | 6  | 7  | 8  | 9  | 10 | 11 | 12 | 13 | 14 | 15 | 16 | 17 | 18 | 19 | 20 | 21 | 22 | 23 | 24 | 25 | 26 | 27 | 28 | 29 | 30 | 31 | 32 | 33 | 34 | 35 | 36 | 37 | 38 |
| --------- | - | - | - | - | - | -- | -- | -- | -- | -- | -- | -- | -- | -- | -- | -- | -- | -- | -- | -- | -- | -- | -- | -- | -- | -- | -- | -- | -- | -- | -- | -- | -- | -- | -- | -- | -- | -- |
| Resultaat | w | w | v | g | g | w  | w  | w  | v  | w  | g  | w  | w  | w  | w  | w  | w  | w  | g  | w  | g  | v  | g  | g  | w  | w  | v  | w  | v  | w  | v  | v  | w  | w  | w  | w  | w  | w  |
| Punten    | 3 | 6 | 6 | 7 | 8 | 11 | 14 | 17 | 17 | 20 | 21 | 24 | 27 | 30 | 33 | 36 | 39 | 42 | 43 | 46 | 47 | 47 | 48 | 49 | 52 | 55 | 55 | 58 | 58 | 61 | 61 | 61 | 64 | 67 | 70 | 73 | 76 | 79 |
| Positie   | 2 | 3 | 4 | 5 | 6 | 3  | 2  | 2  | 3  | 3  | 3  | 3  | 2  | 2  | 2  | 2  | 2  | 2  | 2  | 2  | 2  | 2  | 2  | 2  | 2  | 2  | 2  | 2  | 2  | 2  | 4  | 4  | 4  | 2  | 2  | 2  | 2  | 2  |

### Eindstand
| №  | Club                 | WG | W  | G  | V  | DV | DT | +/− | Punten |
| -- | -------------------- | -- | -- | -- | -- | -- | -- | --- | ------ |
|    | Chelsea              | 38 | 26 | 9  | 3  | 73 | 32 | +41 | 87     |
| 2  | Manchester City      | 38 | 24 | 7  | 7  | 83 | 38 | +45 | 79     |
| 3  | Arsenal              | 38 | 22 | 9  | 7  | 71 | 36 | +35 | 75     |
| 4  | Manchester United    | 38 | 20 | 10 | 8  | 62 | 37 | +25 | 70     |
| 5  | Tottenham Hotspur    | 38 | 19 | 7  | 12 | 58 | 53 | +5  | 64     |
| 6  | Liverpool            | 38 | 18 | 8  | 12 | 52 | 48 | +4  | 62     |
| 7  | Southampton          | 38 | 18 | 6  | 14 | 54 | 33 | +21 | 60     |
| 8  | Swansea City         | 38 | 16 | 8  | 14 | 46 | 49 | –3  | 56     |
| 9  | Stoke City           | 38 | 15 | 9  | 14 | 48 | 45 | +3  | 54     |
| 10 | Crystal Palace       | 38 | 13 | 9  | 16 | 47 | 51 | –4  | 48     |
| 11 | Everton              | 38 | 12 | 11 | 15 | 48 | 50 | –2  | 47     |
| 12 | West Ham United      | 38 | 12 | 11 | 15 | 44 | 47 | –3  | 47     |
| 13 | West Bromwich Albion | 38 | 11 | 11 | 16 | 38 | 51 | –13 | 44     |
| 14 | Leicester City       | 38 | 11 | 8  | 19 | 46 | 55 | –9  | 41     |
| 15 | Newcastle United     | 38 | 10 | 9  | 19 | 40 | 63 | –23 | 39     |
| 16 | Sunderland           | 38 | 7  | 17 | 14 | 31 | 53 | –22 | 38     |
| 17 | Aston Villa          | 38 | 10 | 8  | 20 | 31 | 57 | –26 | 38     |
| 18 | Hull City            | 38 | 8  | 11 | 19 | 33 | 51 | –18 | 35     |
| 19 | Burnley              | 38 | 7  | 12 | 19 | 28 | 53 | –25 | 33     |
| 20 | Queens Park Rangers  | 38 | 8  | 6  | 24 | 42 | 73 | –31 | 30     |

### Toeschouwers
| №      | Club                 | Totaal     | Gem    | Duels | +/–    | Record |
| ------ | -------------------- | ---------- | ------ | ----- | ------ | ------ |
| 1      | Manchester United    | 1.431.362  | 75.335 | 19    | +0,2%  | 75.454 |
| 2      | Arsenal              | 1.139.843  | 59.992 | 19    | 0,0%   | 60.081 |
| 3      | Newcastle United     | 956.823    | 50.359 | 19    | −0,1%  | 52.315 |
| 4      | Manchester City      | 861.939    | 45.365 | 19    | −3,6%  | 45.919 |
| 5      | Liverpool            | 848.519    | 44.659 | 19    | 0,0%   | 44.736 |
| 6      | Sunderland           | 819.985    | 43.157 | 19    | +5,0%  | 47.563 |
| 7      | Chelsea              | 789.376    | 41.546 | 19    | +0,2%  | 41.629 |
| 8      | Everton              | 729.711    | 38.406 | 19    | +1,8%  | 39.621 |
| 9      | Tottenham Hotspur    | 678.824    | 35.728 | 19    | −0,2%  | 36.130 |
| 10     | West Ham United      | 662.552    | 34.846 | 19    | +1,9%  | 34.977 |
| 11     | Aston Villa          | 648.518    | 34.133 | 19    | −5,4%  | 41.273 |
| 12     | Leicester City       | 602.165    | 31.693 | 19    | +26,8% | 32.021 |
| 13     | Southampton          | 582.395    | 30.741 | 19    | +1,8%  | 31.723 |
| 14     | Stoke City           | 514.547    | 27.081 | 19    | +3,6%  | 27.602 |
| 15     | West Bromwich Albion | 476.211    | 25.064 | 19    | −0,5%  | 26.768 |
| 16     | Crystal Palace       | 464.004    | 24.421 | 19    | +0,2%  | 25.197 |
| 17     | Hull City            | 447.584    | 23.557 | 19    | −2,3%  | 24.877 |
| 18     | Swansea City         | 390.543    | 20.555 | 19    | +0,7%  | 20.828 |
| 19     | Burnley              | 363.483    | 19.131 | 19    | +39,4% | 21.335 |
| 20     | Queens Park Rangers  | 338.369    | 17.809 | 19    | +6,9%  | 18.098 |
| Totaal | Totaal               | 13.746.753 | 36.179 | 380   | −1,3%  | 75.454 |

## Community Shield
| Wedstrijddetails                              | Thuisploeg                        | Uitslag     | Uitploeg        | Opstelling | Kaarten      |
| --------------------------------------------- | --------------------------------- | ----------- | --------------- | --- | ------------ |
| Finale                                        |                                   |             |                 | |              |
| 10 augustus 2014 16:00 Wembley Stadium Londen | Arsenal FC                        | 3-0         | Manchester City | Caballero Clichy, Nastasić, Boyata, Kolarov (76' Richards) Navas (85' Sinclair), Fernando, Touré (60' Zuculini), Nasri (46' Silva) Džeko (60' Milner), Jovetić | 51' Fernando |
| 10 augustus 2014 16:00 Wembley Stadium Londen | 21' Cazorla 42' Ramsey 61' Giroud | 1-0 2-0 3-0 |                 | Caballero Clichy, Nastasić, Boyata, Kolarov (76' Richards) Navas (85' Sinclair), Fernando, Touré (60' Zuculini), Nasri (46' Silva) Džeko (60' Milner), Jovetić | 51' Fernando |

## League Cup

### Wedstrijden
| Wedstrijddetails                                  | Thuisploeg                                                                 | Uitslag                     | Uitploeg                 | Opstelling | Kaarten                           |
| ------------------------------------------------- | -------------------------------------------------------------------------- | --------------------------- | ------------------------ | --- | --------------------------------- |
| Derde ronde                                       |                                                                            |                             |                          | |                                   |
| 24 september 2014 20:45 Etihad Stadium Manchester | Manchester City                                                            | 7-0                         | Sheffield Wednesday (II) | Caballero Sagna, Demichelis, Mangala, Kolarov Fernandinho (70' Boyata), Lampard, Touré (64' Pozo) Navas, Džeko, Milner (73' Sinclair) | 63' Mangala                       |
| 24 september 2014 20:45 Etihad Stadium Manchester | 47' Lampard 53' Džeko 54' Navas 60' Touré 77' Džeko 88' Pozo 90+3' Lampard | 1-0 2-0 3-0 4-0 5-0 6-0 7-0 |                          | Caballero Sagna, Demichelis, Mangala, Kolarov Fernandinho (70' Boyata), Lampard, Touré (64' Pozo) Navas, Džeko, Milner (73' Sinclair) | 63' Mangala                       |
| 1/8 finale                                        |                                                                            |                             |                          | |                                   |
| 29 oktober 2014 20:45 Etihad Stadium Manchester   | Manchester City                                                            | 0-2                         | Newcastle United         | Caballero Sagna, Demichelis, Mangala, Kolarov Milner, Fernandinho, Touré (60' Navas), Silva (9' Nasri)(70' Agüero) Jovetić, Džeko     | 69' Mangala 74' Agüero 84' Milner |
| 29 oktober 2014 20:45 Etihad Stadium Manchester   |                                                                            | 0-1 0-2                     | 6' Aarons 75' Sissoko    | Caballero Sagna, Demichelis, Mangala, Kolarov Milner, Fernandinho, Touré (60' Navas), Silva (9' Nasri)(70' Agüero) Jovetić, Džeko     | 69' Mangala 74' Agüero 84' Milner |

## FA Cup

### Wedstrijden
| Wedstrijddetails                                | Thuisploeg              | Uitslag     | Uitploeg                 | Opstelling | Kaarten                     |
| ----------------------------------------------- | ----------------------- | ----------- | ------------------------ | --- | --------------------------- |
| 1/32 finale                                     |                         |             |                          | |                             |
| 4 januari 2015 16:00 Etihad Stadium Manchester  | Manchester City         | 2-1         | Sheffield Wednesday (II) | Caballero Sagna, Boyata, Mangala, Kolarov (75' Clichy) Touré, Fernando, Lampard (61' Silva) Navas, Jovetić (61' Nasri), Milner          |                             |
| 4 januari 2015 16:00 Etihad Stadium Manchester  | 66' Milner 90+1' Milner | 0-1 1-1 2-1 | 14' Nuhiu                | Caballero Sagna, Boyata, Mangala, Kolarov (75' Clichy) Touré, Fernando, Lampard (61' Silva) Navas, Jovetić (61' Nasri), Milner          |                             |
| 1/16 finale                                     |                         |             |                          | |                             |
| 24 januari 2015 16:00 Etihad Stadium Manchester | Manchester City         | 0-2         | Middlesbrough FC (II)    | Caballero Zabaleta, Boyata, Kompany, Kolarov Milner, Fernando (79' Džeko), Silva Navas (67' Lampard), Agüero, Jovetić (67' Fernandinho) | 51' Kompany 71' Fernandinho |
| 24 januari 2015 16:00 Etihad Stadium Manchester |                         | 0-1 0-2     | 53' Bamford 90+3' Kike   | Caballero Zabaleta, Boyata, Kompany, Kolarov Milner, Fernando (79' Džeko), Silva Navas (67' Lampard), Agüero, Jovetić (67' Fernandinho) | 51' Kompany 71' Fernandinho |

## UEFA Champions League

### Wedstrijden
| UEFA Champions League                             |                                    |                     |                            | |                                                                |
| Wedstrijddetails                                  | Thuisploeg                         | Uitslag             | Uitploeg                   | Opstelling | Kaarten                                                        |
| Groepsfase                                        |                                    |                     |                            | |                                                                |
| 17 september 2014 20:45 Allianz Arena München     | Bayern München                     | 1-0                 | Manchester City            | Hart Sagna, Kompany, Demichelis, Clichy Touré, Fernandinho, Silva Navas (88' Kolarov), Džeko (74' Agüero), Nasri (58' Milner)        | 41' Džeko 45' Kompany 65' Clichy 77' Demichelis                |
| 17 september 2014 20:45 Allianz Arena München     | 90' Boateng                        | 1-0                 |                            | Hart Sagna, Kompany, Demichelis, Clichy Touré, Fernandinho, Silva Navas (88' Kolarov), Džeko (74' Agüero), Nasri (58' Milner)        | 41' Džeko 45' Kompany 65' Clichy 77' Demichelis                |
| 30 september 2014 20:45 Etihad Stadium Manchester | Manchester City                    | 1-1                 | AS Roma                    | Hart Zabaleta, Kompany, Demichelis, Clichy Navas (46' Milner), Fernandinho, Touré, Silva Džeko (57' Lampard), Agüero (84' Jovetić)   | 55' Zabaleta                                                   |
| 30 september 2014 20:45 Etihad Stadium Manchester | 4' Agüero                          | 1-0 1-1             | 23' Totti                  | Hart Zabaleta, Kompany, Demichelis, Clichy Navas (46' Milner), Fernandinho, Touré, Silva Džeko (57' Lampard), Agüero (84' Jovetić)   | 55' Zabaleta                                                   |
| 21 oktober 2014 18:00 Arena Chimki Moskou         | CSKA Moskou                        | 2-2                 | Manchester City            | Hart Zabaleta, Kompany, Mangala, Kolarov Milner, Touré, Fernando (86' Jovetić), Silva (78' Fernandinho) Agüero, Džeko (72' Navas)    | 57' Fernando                                                   |
| 21 oktober 2014 18:00 Arena Chimki Moskou         | 64' Doumbia 86' Natcho             | 0-1 0-2 1-2 2-2     | 29' Agüero 38' Milner      | Hart Zabaleta, Kompany, Mangala, Kolarov Milner, Touré, Fernando (86' Jovetić), Silva (78' Fernandinho) Agüero, Džeko (72' Navas)    | 57' Fernando                                                   |
| 5 november 2014 20:45 Etihad Stadium Manchester   | Manchester City                    | 1-2                 | CSKA Moskou                | Hart Zabaleta, Kompany, Demichelis, Clichy Navas (46' Nasri), Touré, Fernando (65' Džeko), Milner Agüero, Jovetić (46' Fernandinho)  | 62' Fernandinho 66' Touré 70' Fernandinho 81' Touré 90' Agüero |
| 5 november 2014 20:45 Etihad Stadium Manchester   | 8' Touré                           | 0-1 1-1 1-2         | 2' Doumbia 34' Doumbia     | Hart Zabaleta, Kompany, Demichelis, Clichy Navas (46' Nasri), Touré, Fernando (65' Džeko), Milner Agüero, Jovetić (46' Fernandinho)  | 62' Fernandinho 66' Touré 70' Fernandinho 81' Touré 90' Agüero |
| 25 november 2014 20:45 Etihad Stadium Manchester  | Manchester City                    | 3-2                 | Bayern München             | Hart Sagna (68' Zabaleta), Kompany, Mangala, Clichy Navas, Lampard, Fernando, Milner (66' Jovetić), Nasri Agüero (90+4' Demichelis)  | 60' Clichy 89' Zabaleta 90+2' Agüero                           |
| 25 november 2014 20:45 Etihad Stadium Manchester  | 21' Agüero 85' Agüero 90+1' Agüero | 1-0 1-1 1-2 2-2 3-2 | 40' Alonso 45' Lewandowski | Hart Sagna (68' Zabaleta), Kompany, Mangala, Clichy Navas, Lampard, Fernando, Milner (66' Jovetić), Nasri Agüero (90+4' Demichelis)  | 60' Clichy 89' Zabaleta 90+2' Agüero                           |
| 10 december 2014 20:45 Stadio Olimpico Rome       | AS Roma                            | 0-2                 | Manchester City            | Hart Zabaleta, Demichelis, Mangala, Clichy Navas (67' Silva), Fernandinho, Nasri (89' Kolarov), Fernando, Milner Džeko (78' Jovetić) | 43' Džeko 74' Nasri                                            |
| 10 december 2014 20:45 Stadio Olimpico Rome       |                                    | 0-1 0-2             | 60' Nasri 86' Zabaleta     | Hart Zabaleta, Demichelis, Mangala, Clichy Navas (67' Silva), Fernandinho, Nasri (89' Kolarov), Fernando, Milner Džeko (78' Jovetić) | 43' Džeko 74' Nasri                                            |
| 1/8 finale                                        |                                    |                     |                            | |                                                                |
| 24 februari 2015 20:45 Etihad Stadium Manchester  | Manchester City                    | 1-2                 | FC Barcelona               | Hart Zabaleta, Kompany, Demichelis, Clichy Nasri (62' Fernandinho), Fernando, Milner, Silva (78' Sagna) Džeko (68' Bony), Agüero     | 59' Clichy 74' Clichy 90' Fernando                             |
| 24 februari 2015 20:45 Etihad Stadium Manchester  | 69' Agüero                         | 0-1 0-2 1-2         | 16' Suárez 30' Suárez      | Hart Zabaleta, Kompany, Demichelis, Clichy Nasri (62' Fernandinho), Fernando, Milner, Silva (78' Sagna) Džeko (68' Bony), Agüero     | 59' Clichy 74' Clichy 90' Fernando                             |
| 18 maart 2015 20:45 Camp Nou Barcelona            | FC Barcelona                       | 1-0                 | Manchester City            | Hart Sagna, Kompany, Demichelis, Kolarov Touré (72' Bony), Fernandinho, Silva Nasri (46' Navas), Agüero, Milner (87' Lampard)        | 15' Fernandinho 20' Kolarov 27' Silva 35' Nasri 82' Demichelis |
| 18 maart 2015 20:45 Camp Nou Barcelona            | 31' Rakitić                        | 1-0                 |                            | Hart Sagna, Kompany, Demichelis, Kolarov Touré (72' Bony), Fernandinho, Silva Nasri (46' Navas), Agüero, Milner (87' Lampard)        | 15' Fernandinho 20' Kolarov 27' Silva 35' Nasri 82' Demichelis |

### Groepsfase Champions League
| Groep E | Groep E         | Groep E | Groep E | Groep E | Groep E | Groep E | Groep E | Groep E | Groep E |
|         |                 | P       | W       | G       | V       | +       | -       | DS      | Ptn     |
| ------- | --------------- | ------- | ------- | ------- | ------- | ------- | ------- | ------- | ------- |
| 1.      | Bayern München  | 6       | 5       | 0       | 1       | 16      | 4       | +12     | 15      |
| 2.      | Manchester City | 6       | 2       | 2       | 2       | 10      | 8       | +2      | 8       |
| 3.      | AS Roma         | 6       | 1       | 2       | 3       | 8       | 14      | −6      | 5       |
| 4.      | CSKA Moskou     | 6       | 1       | 2       | 3       | 6       | 13      | −7      | 5       |

## Statistieken
De speler met de meeste wedstrijden is in het groen aangeduid, de speler met de meeste doelpunten in het geel.
| Nr. | Naam               | Premier League | Premier League | FA Cup | FA Cup | League Cup | League Cup | Community Shield | Community Shield | Champions League | Champions League | Totaal | Totaal |
| Nr. | Naam               | Wed            | Goals          | Wed    | Goals  | Wed        | Goals      | Wed              | Goals            | Wed              | Goals            | Wed    | Goals  |
| --- | ------------------ | -------------- | -------------- | ------ | ------ | ---------- | ---------- | ---------------- | ---------------- | ---------------- | ---------------- | ------ | ------ |
| 1.  | Joe Hart           | 36             | 0              | 0      | 0      | 0          | 0          | 0                | 0                | 8                | 0                | 44     | 0      |
| 2.  | Micah Richards     | 0              | 0              | 0      | 0      | 0          | 0          | 1                | 0                | 0                | 0                | 1      | 0      |
| 3.  | Bacary Sagna       | 9              | 0              | 1      | 0      | 2          | 0          | 0                | 0                | 4                | 0                | 16     | 0      |
| 4.  | Vincent Kompany    | 25             | 0              | 1      | 0      | 0          | 0          | 0                | 0                | 7                | 0                | 33     | 0      |
| 5.  | Pablo Zabaleta     | 29             | 1              | 1      | 0      | 0          | 0          | 0                | 0                | 6                | 1                | 36     | 2      |
| 6.  | Fernando           | 25             | 2              | 2      | 0      | 0          | 0          | 1                | 0                | 5                | 0                | 33     | 2      |
| 7.  | James Milner       | 32             | 5              | 2      | 2      | 2          | 0          | 1                | 0                | 8                | 1                | 45     | 8      |
| 8.  | Samir Nasri        | 24             | 2              | 1      | 0      | 1          | 0          | 1                | 0                | 6                | 1                | 33     | 3      |
| 10. | Edin Džeko         | 22             | 4              | 1      | 0      | 2          | 2          | 1                | 0                | 6                | 0                | 32     | 6      |
| 11. | Aleksandar Kolarov | 21             | 2              | 2      | 0      | 2          | 0          | 1                | 0                | 4                | 0                | 30     | 2      |
| 12. | Scott Sinclair     | 2              | 0              | 0      | 0      | 1          | 0          | 1                | 0                | 0                | 0                | 4      | 0      |
| 13. | Willy Caballero    | 2              | 0              | 2      | 0      | 2          | 0          | 1                | 0                | 0                | 0                | 7      | 0      |
| 14. | Wilfried Bony      | 10             | 2              | 0      | 0      | 0          | 0          | 0                | 0                | 2                | 0                | 12     | 2      |
| 15. | Jesús Navas        | 35             | 0              | 2      | 0      | 2          | 1          | 1                | 0                | 7                | 0                | 47     | 1      |
| 16. | Sergio Agüero      | 33             | 26             | 1      | 0      | 1          | 0          | 0                | 0                | 7                | 6                | 42     | 32     |
| 18. | Frank Lampard      | 32             | 6              | 2      | 0      | 1          | 2          | 0                | 0                | 3                | 0                | 38     | 8      |
| 20. | Eliaquim Mangala   | 25             | 0              | 1      | 0      | 2          | 0          | 0                | 0                | 3                | 0                | 31     | 0      |
| 21. | David Silva        | 32             | 12             | 2      | 0      | 1          | 0          | 1                | 0                | 6                | 0                | 42     | 12     |
| 22. | Gaël Clichy        | 23             | 1              | 1      | 0      | 0          | 0          | 1                | 0                | 6                | 0                | 31     | 1      |
| 25. | Fernandinho        | 33             | 3              | 1      | 0      | 2          | 0          | 0                | 0                | 7                | 0                | 43     | 3      |
| 26. | Martín Demichelis  | 31             | 1              | 0      | 0      | 2          | 0          | 0                | 0                | 7                | 0                | 40     | 1      |
| 29. | Richard Wright     | 0              | 0              | 0      | 0      | 0          | 0          | 0                | 0                | 0                | 0                | 0      | 0      |
| 33. | Matija Nastasić    | 0              | 0              | 0      | 0      | 0          | 0          | 1                | 0                | 0                | 0                | 1      | 0      |
| 35. | Stevan Jovetić     | 17             | 5              | 2      | 0      | 1          | 0          | 1                | 0                | 5                | 0                | 26     | 5      |
| 36. | Bruno Zuculini     | 0              | 0              | 0      | 0      | 0          | 0          | 1                | 0                | 0                | 0                | 1      | 0      |
| 38. | Dedryck Boyata     | 2              | 0              | 2      | 0      | 1          | 0          | 1                | 0                | 0                | 0                | 6      | 0      |
| 42. | Yaya Touré         | 29             | 10             | 1      | 0      | 2          | 1          | 1                | 0                | 5                | 1                | 38     | 12     |
| 78. | José Ángel Pozo    | 3              | 0              | 0      | 0      | 1          | 1          | 0                | 0                | 0                | 0                | 4      | 1      |

## Individuele prijzen
| Prijs                          | Winnaar       |
| ------------------------------ | ------------- |
| Topscorer in de Premier League | Sergio Agüero |
| Premier League Golden Glove    | Joe Hart      |

## Afbeeldingen

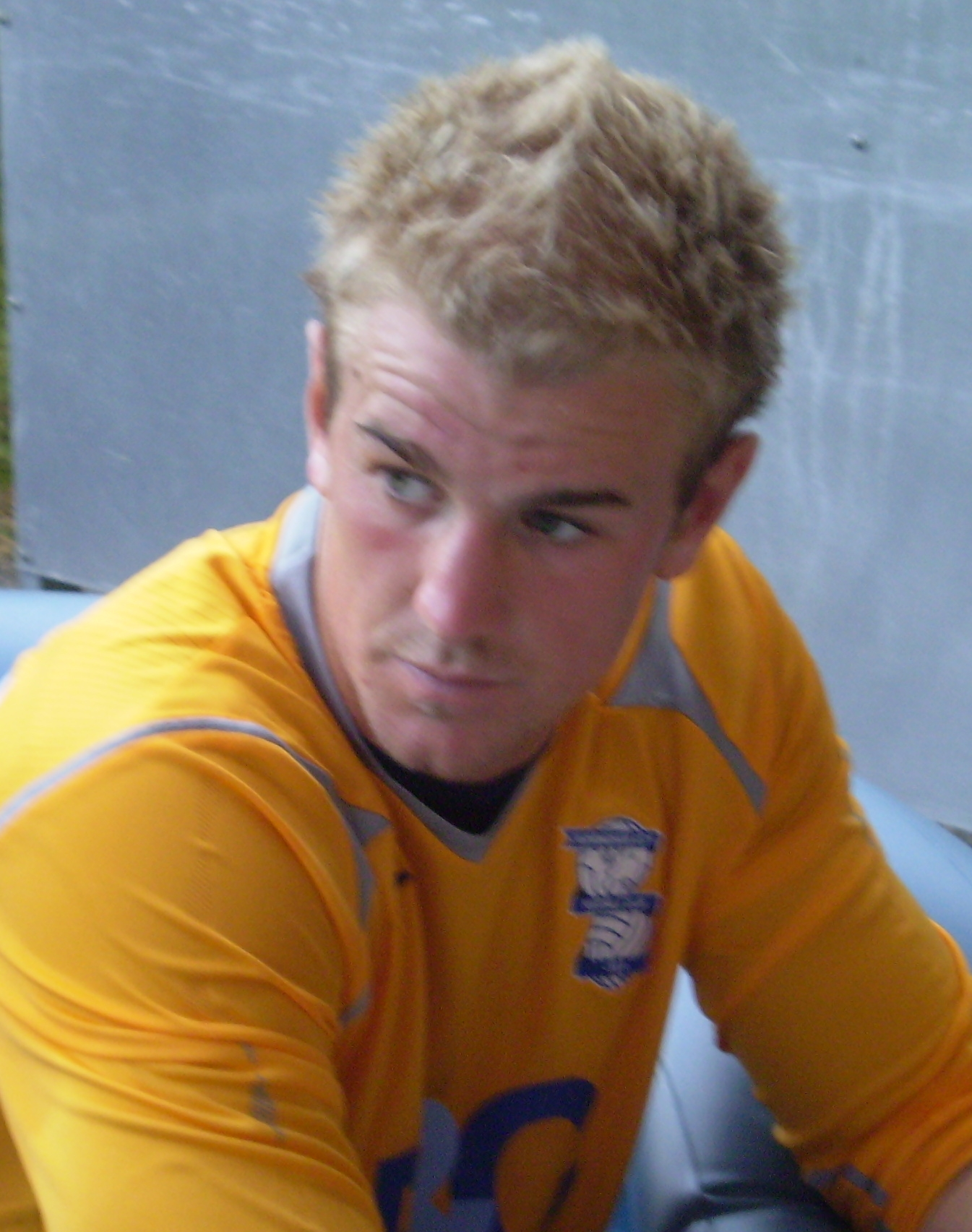
Joe Hart (doelman)
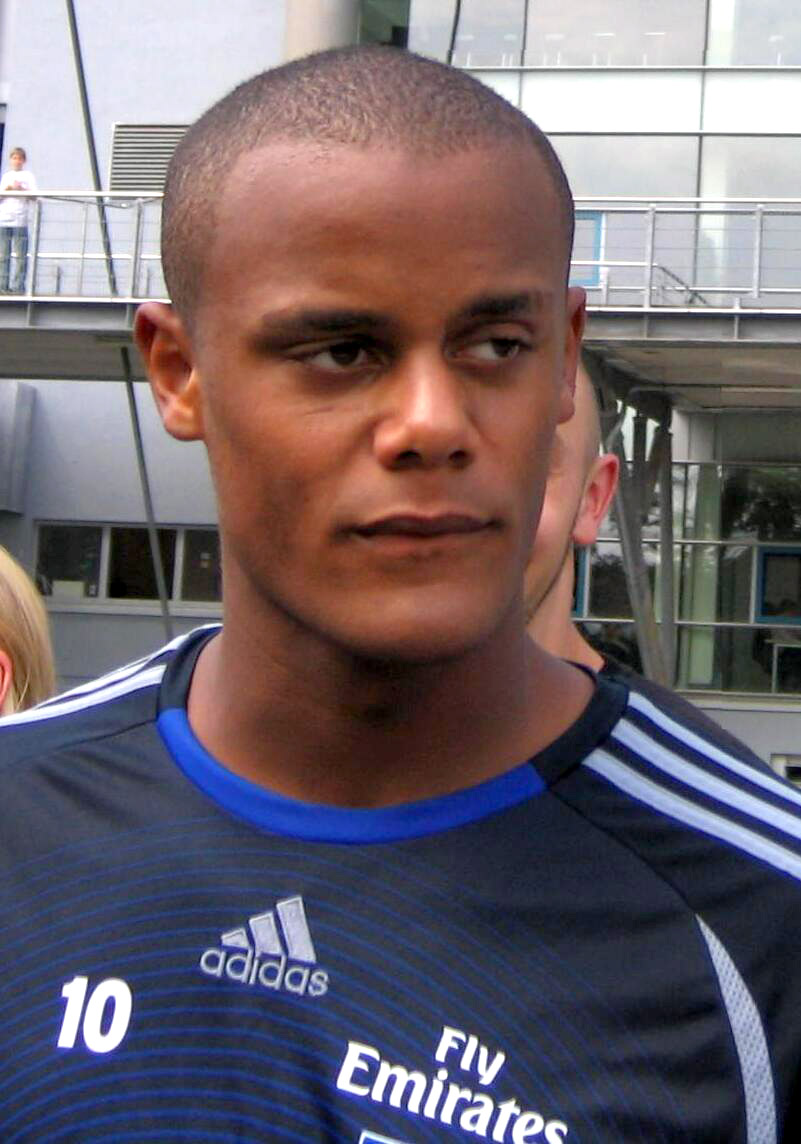
Vincent Kompany (verdediger)
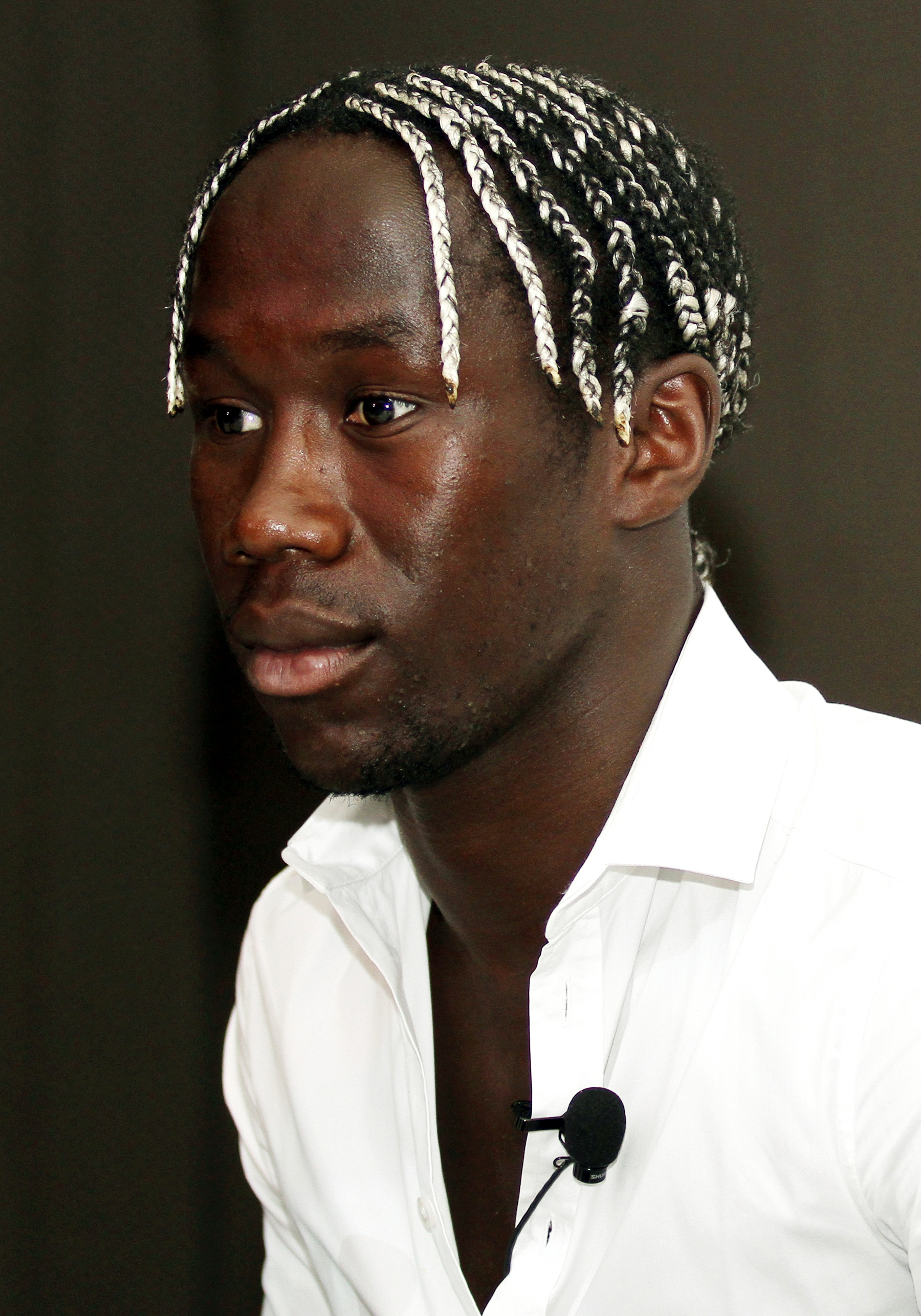
Bacary Sagna (verdediger)
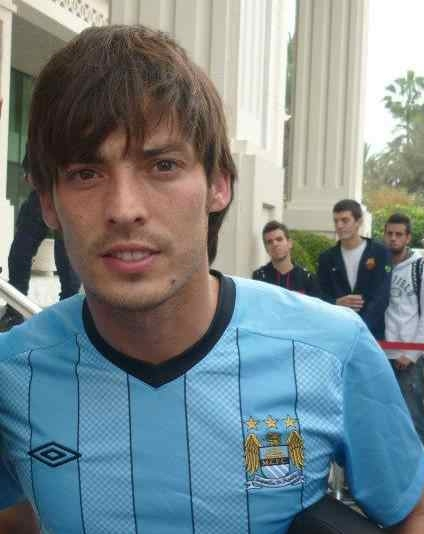
David Silva (middenvelder)
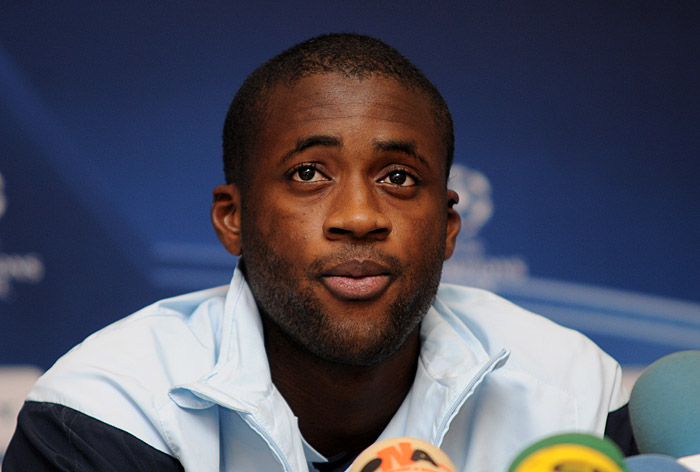
Yaya Touré (middenvelder)
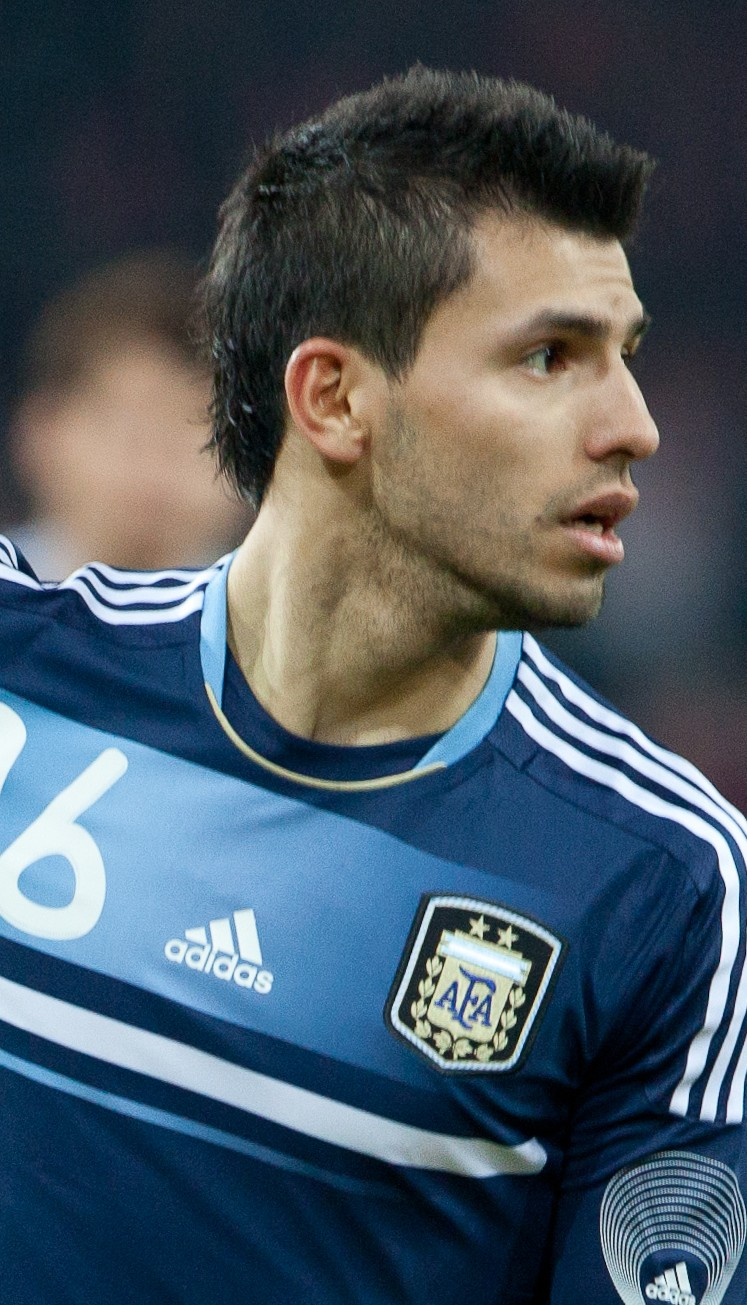
Sergio Agüero (aanvaller)
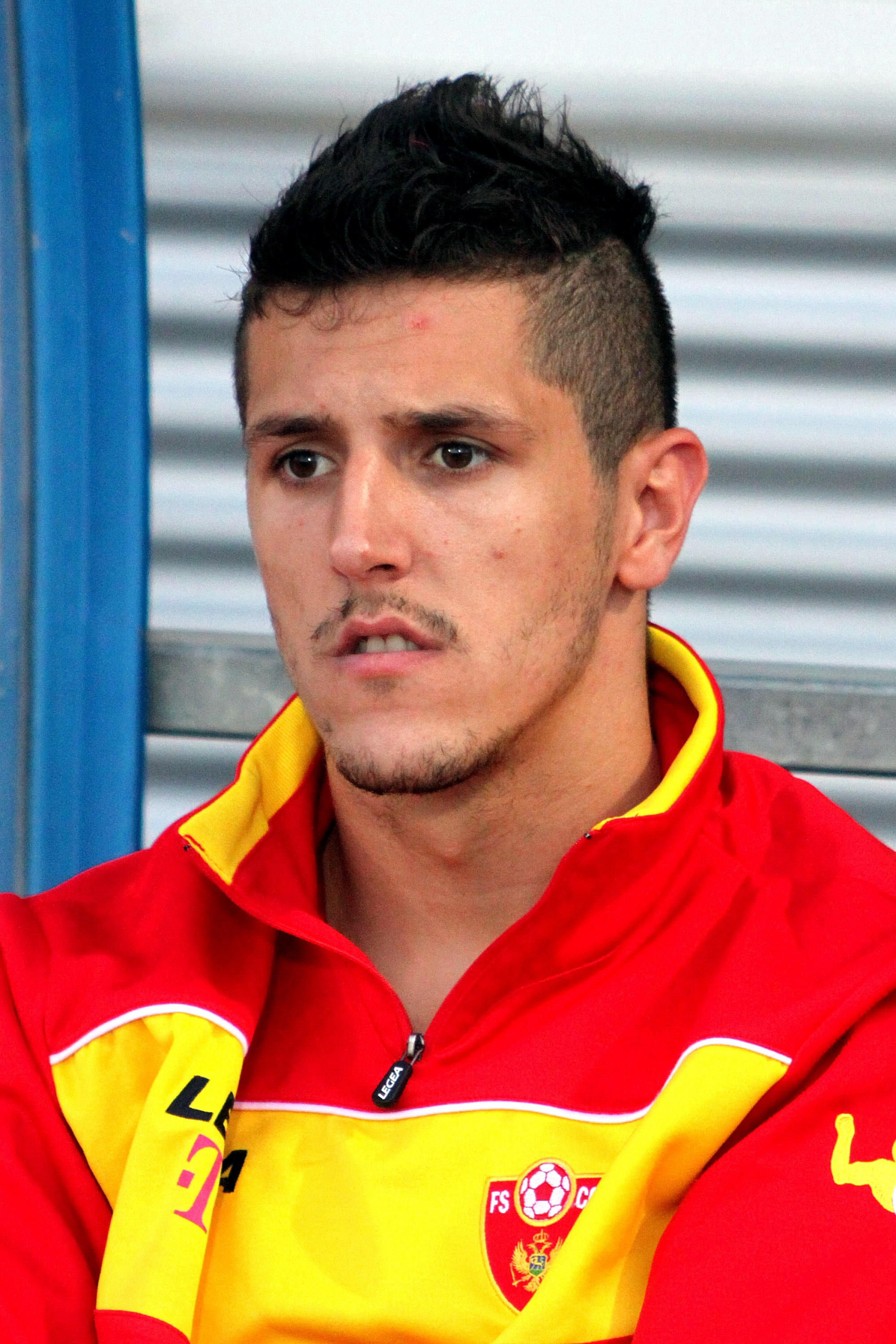
Stevan Jovetić (aanvaller)